# Салунга (Пенсільванія)
Салунга (англ. Salunga) — переписна місцевість (CDP) в США, в окрузі Ланкастер штату Пенсільванія. Населення — 2963 особи (2020).

## Географія
Салунга розташована за координатами 40°5′34″ пн. ш. 76°25′41″ зх. д. / 40.09278° пн. ш. 76.42806° зх. д. (40.092903, -76.428155).  За даними Бюро перепису населення США в 2010 році переписна місцевість мала площу 4,66 км², з яких 4,66 км² — суходіл та 0,00 км² — водойми.

## Демографія
Згідно з переписом 2010 року, у переписній місцевості мешкало 2695 осіб у 1050 домогосподарствах у складі 783 родин. Густота населення становила 578 осіб/км².  Було 1072 помешкання (230/км²).
Расовий склад населення:
| - 93,8 % — білих - 2,2 % — чорних або афроамериканців - 1,6 % — азіатів - 0,2 % — корінних американців |

До двох чи більше рас належало 1,7 %. Частка іспаномовних становила 3,9 % від усіх жителів.
За віковим діапазоном населення розподілялося таким чином: 22,9 % — особи молодші 18 років, 62,8 % — особи у віці 18—64 років, 14,3 % — особи у віці 65 років та старші. Медіана віку мешканця становила 43,8 року. На 100 осіб жіночої статі у переписній місцевості припадало 98,6 чоловіків;  на 100 жінок у віці від 18 років та старших — 94,0 чоловіків також старших 18 років.
Середній дохід на одне домашнє господарство  становив 82 102 долари США (медіана — 73 286), а середній дохід на одну сім'ю — 99 277 доларів (медіана — 84 572). Медіана доходів становила 55 268 доларів для чоловіків та 36 964 долари для жінок. За межею бідності перебувало 1,1 % осіб, у тому числі 0,0 % дітей у віці до 18 років та 0,0 % осіб у віці 65 років та старших.
Цивільне працевлаштоване населення становило 1520 осіб. Основні галузі зайнятості: освіта, охорона здоров'я та соціальна допомога — 34,7 %, виробництво — 17,2 %, науковці, спеціалісти, менеджери — 12,1 %, роздрібна торгівля — 9,5 %.